# Tràgul de Williamson
El tràgul de Williamson (Tragulus williamsoni) és una espècie d'artiodàctil de la família dels tragúlids. Viu a la Xina i Tailàndia.